# 모두의 게임
《모두의 게임》은 핫독 스튜디오가 제작한 카카오톡용 스마트폰 게임이다.

## 개요
2012년 11월 14일 구글 안드로이드 마켓과 애플 앱스토어에 출시된 모두의게임은 현재 시즌 2로 업데이트되어 총 12개의 미니게임과 챔피언 리그, 무한모드 등의 다양한 모드를 즐길 수 있는 아케이드 게임이다. 또한, 쉽고 단순한 미니게임으로 구성된 ‘모두의게임 시즌2’는 2013년 2월 기준으로 1,300만 다운로드를 기록하였으며, 현재는 시즌2로 재도약을 꿈꾸고 있다고 한다.

### 게임 종류
- 둥실둥실 풍선

- 바닥에서 올라온 모모와 두두에게 풍선을 달아주는 미니게임
- 아슬아슬 비행기

- 사방에서 날아오는 총알을 피해 별을 먹는 미니게임
- 알록달록 색종이

- 같은 색상의 색종이를 맞추는 미니게임
- 백발백중 양궁

- 과녁에 화살을 맞추는 미니게임
- 때려때려 두더지

- 문어를 피해 두더지를 때리는 미니게임
- 차례차례 숫자

- 숫자(1~9), 한글(ㄱ~ㅈ), 알파벳(A~H)를 순서대로 누르는 미니게임
- 파닥파닥 낚시왕

- 문어를 피해 물고기를 잡아 올리는 미니게임
- 이겨이겨 가위바위보

- 랜덤하게 등장하는 패턴을 보고 이길 수 있는 패턴을 선택하는 미니게임
- 헐레벌떡 제기차기

- 제기를 떨어뜨리지 않고 차올리는 미니게임
- 찰싹찰싹 문어왕

- 문어왕을 공격하는 다른 문어의 공격을 방어하는 미니게임
- 요리조리 하늘다리(신규)

- 하늘다리 중간에 구멍을 피해 좌우로 이동하는 미니게임
- 알쏭달쏭 사천성(신규)

- 같은 모양의 카드 2장을 맞추는 미니게임

#### 아이템
2013년 2월 26일 부로 모두의 게임 시즌2에 아이템이 추가되었으며, 게임상 얻을수있는 "달조각" 혹은 '루비'를 통해 구매가 가능하다.
아이템의 종류
- 스타 보너스 5개 [달조각 70개]

- 별 점수가 500점부터 시작한다.
- 보너스 타임 5개 [달조각 80개]

- 게임시간이 5초 증가한다.
- 실드 5개 [달조각 100개]

- 실수를 한 번 막아준다.
- 슈퍼 스타 보너스 5개 [루비 2개]

- 별 점수가 1,000점부터 시작한다.
- 슈퍼 보너스 타임 5개 [루비 3개]

- 게임시간이 10초 증가한다.
- 슈퍼 실드 5개 [루비 4개]

- 실수를 두 번 막아준다.
- 핸드메이드 5개(신규) [달조각 150개]

- 별 점수가 10% 증가한다. 최대 별 점수는 5,500점
- 러브하트 5개(신규) [달조각 150개]

- 별 점수가 200점씩 증가한다. 최대 별 점수 5,000점
- 큐티핏 5개(신규) [달조각 150개]

- 최대 별 점수가 6,000까지 늘어난다.
- 트윙클 5개(신규) [루비 5개]

- 별 점수가 15% 증가한다. 최대 별 점수 5,750점
- 뷰티플 5개(신규) [루비 5개]

- 별 점수가 300점씩 증가한다. 최대 별 점수 5,000점
- 허리케인 5개(신규) [루비 5개]

- 최대 별 점수가 6,500점까지 늘어난다.